# Frederick W. Williams
Pour les articles homonymes, voir Frederick Williams et Williams.
Frederick W. Williams  est un homme politique canadien de la Colombie-Britannique. Il est député provincial de la indépendant de la circonscription britanno-colombienne de Esquimalt de 1875 à 1881.
Il occupe la fonction de président de l'Assemblée législative de la Colombie-Britannique de 1878 à 1882.